# Wacłau Iwanouski
Wacłau Iwanouski, Wacław Iwanowski herbu Rogala (biał. Вацлаў Іваноўскі; ur. 25 maja (7 czerwca) 1880 r. w folwarku Lebiodka Iwanowska koło Lidy, zm. 7 grudnia 1943 w Mińsku) – białoruski narodowy działacz polityczny, kulturalny i oświatowy, publicysta, wydawca, wykładowca akademicki.
Był synem Leonarda – inżyniera i prezesa Komitetu Technicznego przy Ministerstwie Skarbu w Petersburgu i Jadwigi baronówny von Reichel, córki Alzatczyka – oficera armii pruskiej i polskiej szlachcianki z domu Chrzanowskiej.

## Życiorys
W 1904 otrzymał stopień inżyniera w Petersburskim Instytucie Technologicznym, po czym do 1913 pracował tam jako wykładowca. Jednocześnie zaangażował się w działalność w socjalistycznym ruchu białoruskim, zakładając Białoruską Partię Rewolucyjną, która jednak po paru miesiącach uległa rozłamowi na skrzydło „narodowe” i „internacjonalistyczne”. Założył „Kruh biełaruskaj narodnaj praswiety i kultury”. W latach 1904–1905 zasiadał w Komitecie Centralnym Białoruskiej Rewolucyjnej Hramady, odgrywając znaczną rolę w działalności propagandowej partii. Zakładał partyjną drukarnię w Mińsku i pismo „Hramada” w Petersburgu. Na początku 1906 z jego inicjatywy powstała pierwsza białoruska oficyna wydawnicza „Zahlanie sonca i u nasza akonca” w Petersburgu, która jeszcze w tym samym roku wydrukowała pierwsze białoruskie podręczniki szkolne. Współpracował też z czasopismami „Nasza dola” i „Nasza niwa” pod pseudonimem „Waciuk Trojca”. W tym czasie opracował też pierwszy słownik współczesnej mowy białoruskiej.
W latach 1913–1915 przebywał w Wilnie, gdzie pracował w towarzystwie rolniczym. Jednocześnie kierował Białoruskim Towarzystwem Wydawniczym, pomagał w otwarciu księgarni Wacłaua Łastouskiego. W 1915 stał na czele Białoruskiego Towarzystwa Pomocy Ofiarom Wojny założonego przez Antona Łuckiewicza. Pod koniec 1915 zamieszkał w Rosji, odchodząc od działalności politycznej.
W 1917 powrócił do polityki i wziął udział w Zjeździe Wszechbiałoruskim w Mińsku. Przychylnie odniósł się do rewolucji październikowej, wiążąc zwycięstwo bolszewików z rozwiązaniem problemu państwowości białoruskiej.
W 1918 został ministrem oświaty w rządzie Białoruskiej Republiki Ludowej (BRL). Po wycofaniu się wojsk niemieckich jesienią tego roku, wraz z kilkoma członkami rządu pozostał w Mińsku, chcąc ułożyć się z bolszewikami. W maju 1919 został jednak przez nich aresztowany i wywieziony do Smoleńska. Po zwolnieniu powrócił do Mińska, gdzie pracował w komisariacie oświaty Litewsko-Białoruskiej Socjalistycznej Republiki Radzieckiej. Jednocześnie pracował w Pedagogicznym Instytucie Oświaty Ludowej w Mińsku.
Jesienią 1919 rozpoczął współpracę z polskimi władzami. W lutym-marcu 1920 oficjalnie reprezentował władze BRL w negocjacjach na temat federacji polsko-białoruskiej. Jednocześnie kierował białoruskim instytutem pedagogicznym w Mińsku, zakładał białoruskie szkoły na Mińszczyźnie, wydawał pismo literackie „Рунь”. Po zajęciu Litwy Środkowej przez wojska gen. Żeligowskiego (bunt Żeligowskiego), 9 października 1920 był jednym z sygnatariuszy odezwy „Do ludności Litwy Środkowej”, którzy jako członkowie Tymczasowej Komisji Rządzącej podpisali ją obok generała. W strukturze Tymczasowej Komisji Rządzącej 12 października 1920 Wacłau Iwanouski został mianowany przez Naczelnego dowódcę Wojsk Litwy Środkowej gen. Lucjana Żeligowskiego na stanowisko Dyrektora Departamentu Aprowizacji i tymczasowo na funkcję dyrektora Departamentu Rolnictwa i Lasów.
Po podpisaniu Traktatu Ryskiego w październiku 1921 wycofał się z polityki. Od 1922 przez cały okres międzywojenny wykładał na Politechnice Warszawskiej. Jesienią 1939 przyjechał do Wilna, gdzie wykładał na Uniwersytecie Stefana Batorego.
Po zajęciu Białoruskiej SRR przez Wehrmacht podjął współpracę z Niemcami. Objął kierownictwo Białoruskiego Komitetu Narodowego w Wilnie. 17 listopada 1941 został burmistrzem Mińska. Od końca czerwca 1943 przewodniczył Białoruskiej Radzie Powierniczej przy gauleiterze Wilhelmie Kube. Był inicjatorem powstania Białoruskiej Służby Ojczyźnie. Jednocześnie utrzymywał tajne kontakty z polskim podziemiem niepodległościowym.
6 grudnia 1943 w Mińsku został śmiertelnie zraniony strzałem z pistoletu, gdy wracał dorożką z urzędu miejskiego do domu, zmarł następnego dnia w szpitalu. Nie jest wiadome, kto przeprowadził zamach. Różne wersje mówią o Niemcach, Sowietach lub polskiej Armii Krajowej. Część badaczy podejrzewa o zainicjowanie zabójstwa Radosława Ostrowskiego, który rywalizował z nim o przywództwo.
Braćmi Iwanouskiego byli Jerzy Iwanowski – polski minister w latach 1918–1919, a następnie senator w latach 1930–1935, Tadas Ivanauskas – dyrektor Instytutu Biologii Akademii Nauk Litwy i jednocześnie litewski działacz narodowy, oraz Stanisław – polski działacz społeczny. Żona Sabina z Jaczynowskich i córka Anna pomagały w czasie II wojny światowej ukrywać Żydów, za co w 2001 uzyskały medal Sprawiedliwych wśród Narodów Świata. 
Wacłau Iwanouski był dwukrotnie żonaty. Jego pierwszą żoną była Sabina z Jaczynowskich, córka Jana i Stefanii ze Strawińskich (rozwód w 1920). Z tego małżeństwa miał troje dzieci: Stefan inż. elektryk, porucznik pchor. lotnictwa WP, żołnierz AK ps. „Domek”, zginął 3 października 1944 w Brudzewicach w lasach opoczyńskich, Wacław inż. hydrotechnik, żołnierz AK ps. „Drapacz”, zginął w powstaniu warszawskim, Anna za Jerzym Korneckim, mgr inż. ogrodnik.
Drugą żoną Iwanouskiego (ślub w kościele ewangelickim) była Ligia Fedorowicz. Z tego małżeństwa syn Piotr Leonard, student Szkoły Wawelberga, zginął w powstaniu warszawskim.